# 柏葉空十郎
柏葉 空十郎（かしわば そらじゅうろう）は、日本の小説家（ライトノベル作家）。広島県出身。
2008年、第14回電撃小説大賞最終選考候補作品となった『桜田家のヒミツ』にてデビュー。

## 作品リスト
電撃文庫
- 桜田家のヒミツ-お父さんは下っぱ戦闘員-

イラスト：りょーちも 全1巻　（2008年6月10日初版）
- MIB

イラスト：二ノ膳 全2巻　（2009年4月 - 2009年10月）
- 妹(マイ)ホーム

イラスト：有河サトル 既刊2巻　（2011年11月 - 2012年7月）
メディアワークス文庫
- ひとりぼっちの王様とサイドスローのお姫様

既刊2巻　（2010年2月 - 2010年7月）